# 藤井松平家
藤井松平家（ふじいまつだいらけ）は、松平氏の庶流にあたる武家・華族の家。松平長親の五男・利長を祖とし、江戸時代には宗家と分家1家が譜代大名（廃藩時出羽上山藩と信濃上田藩）となり、明治維新後両家とも華族の子爵家に列するが、宗家の方は当主の不行跡により爵位返上となった。

## 概要

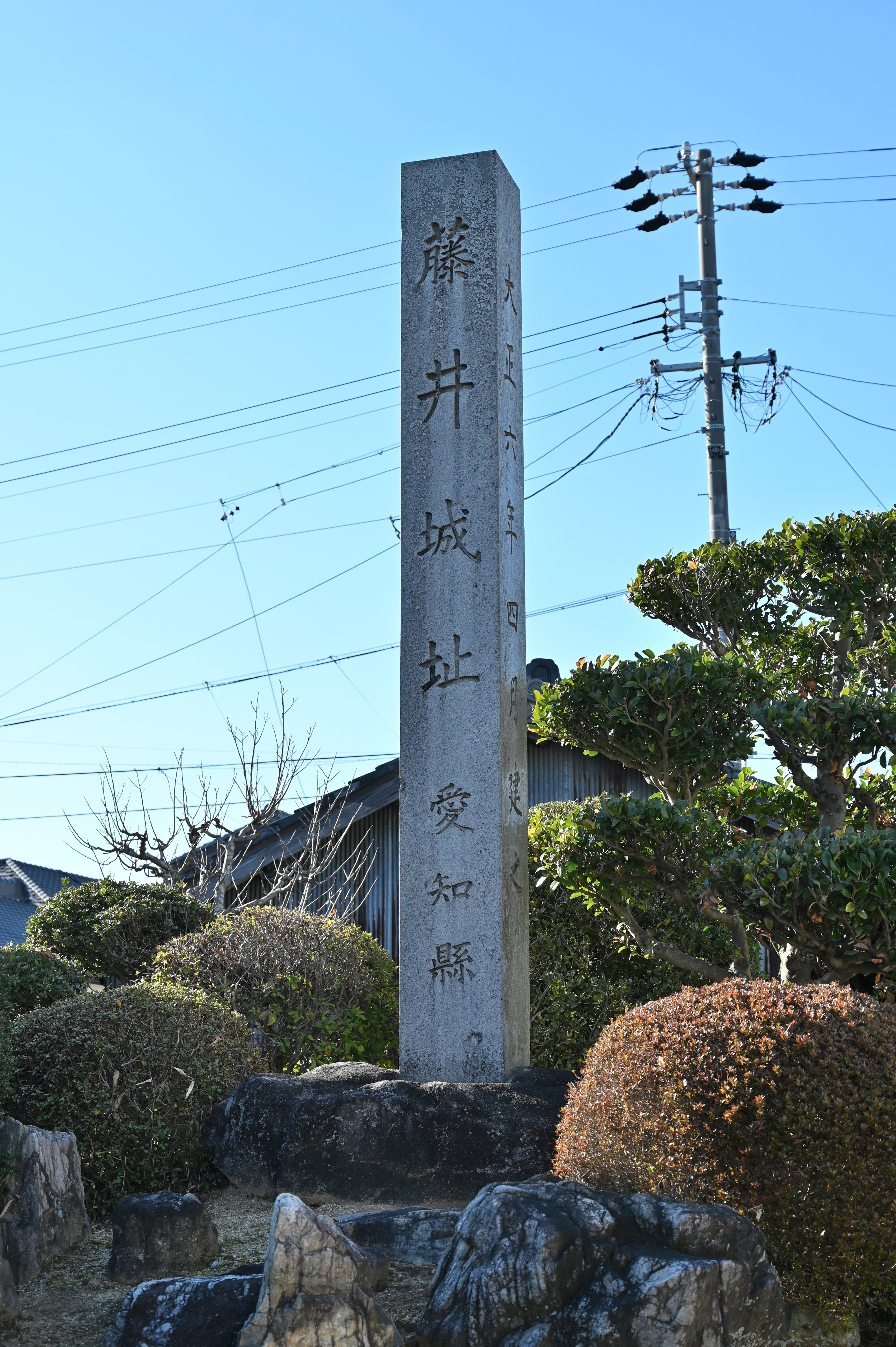
藤井城址の碑（愛知県安城市藤井町）

### 宗家
松平長親の五男・利長を祖とする。三河国碧海郡藤井（現在の愛知県安城市藤井町）を領したことから藤井松平家と称する。利長は永禄3年（1560年）に尾張国丸根城攻撃で戦死したが、その子信一が江戸時代初期の慶長6年（1601年）に大名に取り立てられ、常陸国新治郡土浦藩3万5千石を領した。その後、上野国高崎藩5万石、丹波国篠山藩5万石、播磨国明石藩7万石、大和国郡山藩8万石と加増転封が繰り返された後、貞享2年（1685年）に下総国古河藩9万石へ移封された。
元禄6年（1693年）に忠之が失心ありとして改易されるが、忠之の同母弟で大和国興留藩主だった松平信通に家督相続が認められ備中国庭瀬藩3万石を経て、元禄10年（1697年）に出羽国上山藩3万石に移封となった。以降上山藩に定着して廃藩置県まで存続したが、明治元年（1868年）に信庸が奥羽越列藩同盟に加わって官軍に背いた廉で信庸は官位褫奪・蟄居となり、3000石減封の2万7000石が弟信安に相続が許された。明治2年（1869年）6月20日版籍奉還により上山藩知事に任じられ、明治4年（1871年）7月14日の廃藩置県まで藩知事を務めた。
明治2年（1869年）6月17日の行政官達で公家と大名家が統合されて華族制度が誕生すると同家も大名家として華族に列した。明治17年（1884年）7月7日の華族令の施行で華族が五爵制になると、同月8日に旧小藩知事として信安が子爵に列せられたが、放蕩生活を送って身を崩し明治41年（1908年）10月19日に爵位を返上している。
その後信安は浅草区栄久町から芝区二本榎町に移住し、大正6年10月23日に死去。
信安未亡人たま（松平助長娘）は、息子の信英に然るべき家から嫁撮りして華族の地位の復爵を図ろうとしたが、信英は母や一族の反対する女と結婚して家を出ると、悪仲間と共に犯罪をかさねるようになり、前科2犯となる。昭和7年10月1日付けの『東京朝日新聞』にも「若い時から放蕩悪事をしつくして家に近寄らず」と報道されている。松平家は信英を廃嫡し、次男の信安が家督を継いでいる。信英は一族の恥として家系図からも消し去られたらしく『旧華族家系大成』にも名前の記載がない。

### 分家
宗家の松平信吉の次男・忠晴を初代とする分家。駿河国田中藩2万5千石、遠江国掛川藩2万5千石、丹波国亀山藩3万8千石、武蔵国岩槻藩4万8千石、但馬国出石藩4万8千石を経て、宝永3年（1706年）に信濃国上田藩5万8千石で定着し、廃藩置県まで存続した。最後の藩主忠礼は戊辰戦争で官軍に参加して戦功を上げ3000石の賞典禄を下賜された。
明治2年（1869年）6月17日の行政官達で公家と大名家が統合されて華族制度が誕生すると同家も大名家として華族に列した。明治17年（1884年）7月7日の華族令の施行で華族が五爵制になると、同月8日に旧小藩知事として忠礼が子爵に列せられた
忠正の代の昭和前期に同子爵家の邸宅は東京市荏原区下神明町にあった。

## 系図
```
凡例

1) 実線は実子、点線は養子
2) 数字は家督継承順。
3) *は同一人物。
```

### 系図注
1. ↑  旗本・水野忠毅の二男。
2. ↑  美作津山藩主（越前）松平康哉の五男。
3. ↑  
下総古河藩一門・本多忠寛（藩主・本多忠良の五男）の子。
4. ↑  三枝藤四郎の子。
5. ↑  豊後岡藩主・中川久貞の四男。
6. ↑  播磨姫路藩主・酒井忠実の二男。